# Llista de guardonats amb el Premi Nobel d'Economia

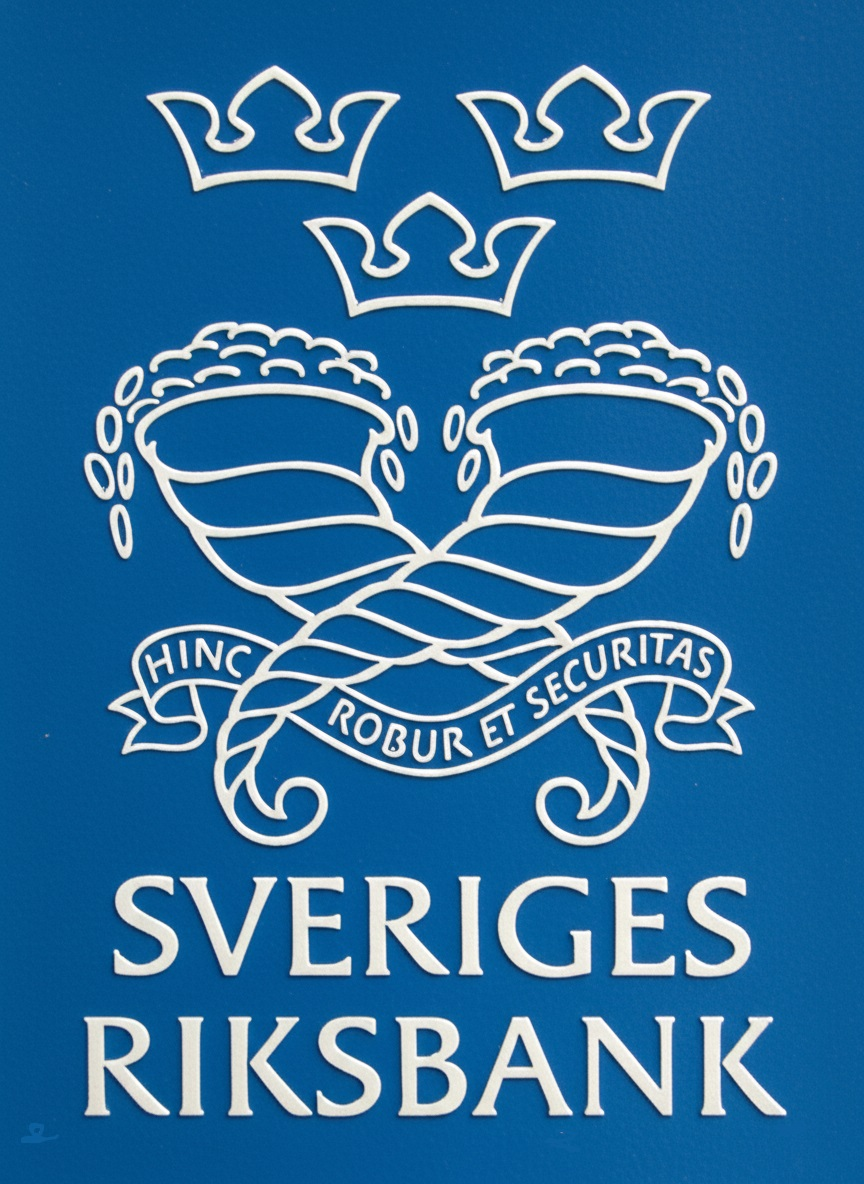
El Premi Nobel d'Economia no va ser establert per Alfred Nobel (el creador de la dinamita), va ser creat el 1968 pel Banc Central de Suècia en Memòria d'Alfred Nobel per ser atorgat per l'Acadèmia Reial de Ciències de Suècia.

El Premi del Banc de Suècia de Ciències Econòmiques en memòria d'Alfred Nobel, conegut també com a Premi Nobel d'Economia tot i no ser un dels premis originàriament per Alfred Nobel, és lliurat anualment per la Reial Acadèmia Sueca de Ciències i és una de les principals distincions que es realitzen per ressaltar el treball d'aquelles persones que han desenvolupat una teoria o una activitat digna de reconeixement en el món de l'economia. Cal destacar que aquest premi no va ser creat per Alfred Nobel, sinó que es va començar a lliurar el 1969 pel Banc de Suècia, amb la denominació de Premi d'Honor del Banc de Suècia en Ciències Econòmiques en Memòria d'Alfred Nobel, amb el consentiment de la Fundació Nobel. El guanyador del premi rep 10 milions de corones sueques, al voltant d'1,1 milions d'euros, una medalla d'or i un diploma. Des d'aquest moment, a data de 2020 el Premi Nobel d'Economia s'ha atorgat en 52 ocasions a 86 investigadors per la seva contribució en l'àmbit de les ciències econòmiques. Aquest premi va ser lliurat per primera vegada als economistes Ragnar Frisch i Jan Tinbergen per haver desenvolupat i aplicat models dinàmics a l'anàlisi dels processos econòmics.
Es tracta d'un dels premis més qüestionats per crítics i intel·lectuals. La majoria dels guanyadors són estatunidencs provinents de la Universitat de Chicago, i el 2012 fins a 5 guardonats van ser alhora membres de la Facultat d'Economia d'aquesta universitat.
El premi va ser lliurat en una ocasió a l'asiàtic Amartya Sen, economista de Santiniketan, a l'Índia. Des de la seva creació i fins al 2009 el guardó va ser atorgat només a homes, fins que en aquell mateix any se li atorgà a Elinor Ostrom, acadèmica nord-americana de les universitats d'Indiana i Arizona. Un altre dels aspectes que presenta aquest premi, és la possibilitat que un altre intel·lectual d'una branca diferent de l'economia opti per guanyar el premi. Per aquesta raó, Herbert Alexander Simon, amb estudis en ciència política, va ser distingit amb el premi el 1978.

## Guardonats
| Any  | Guardonat       | Guardonat                 | País                         | Motivació |  |
| ---- | --------------- | ------------------------- | ---------------------------- | --- |  |
| 1969 |                 | Ragnar Frisch             | Noruega                      | Per desenvolupar i aplicar els models dinàmics per a l'anàlisi dels processos econòmics |  |
| 1969 |                 | Jan Tinbergen             | Països Baixos                | Per desenvolupar i aplicar els models dinàmics per a l'anàlisi dels processos econòmics |  |
| 1970 |                 | Paul Samuelson            | Estats Units                 | Pel treball científic a través del qual ha desenvolupat una teoria per a l'economia, estàtica i dinàmica, contribuint a elevar el nivell d'anàlisi en la ciència econòmica                                              |  |
| 1971 |                 | Simon Kuznets             | Estats Units                 | Per la seva interpretació empíricament fundada del creixement econòmic, que ha portat a un nou i més profund acostament a l'estructura econòmica i social i als processos de desenvolupament                            |  |
| 1972 |                 | John Hicks                | Regne Unit                   | Per les seves contribucions a la teoria de l'equilibri econòmic i del benestar |  |
| 1972 |                 | Kenneth Arrow             | Estats Units                 | Per les seves contribucions a la teoria de l'equilibri econòmic i del benestar |  |
| 1973 |                 | Wassily Leontief          | Estats Units                 | Pel desenvolupament del mètode input-output, i per la seva aplicació a importants problemes econòmics |  |
| 1974 |                 | Gunnar Myrdal             | Suècia                       | Pels seus treballs en la teoria dels diners i de les fluctuacions i per la seva anàlisi de la independència dels fenòmens econòmics, socials i institucionals                                                           |  |
| 1974 |                 | Friedrich Hayek           | Regne Unit                   | Pels seus treballs en la teoria dels diners i de les fluctuacions i per la seva anàlisi de la independència dels fenòmens econòmics, socials i institucionals                                                           |  |
| 1975 |                 | Leonid Kantoròvitx        | Unió Soviètica               | Per les seves contribucions a la teoria de l'assignació òptima de recursos |  |
| 1975 |                 | Tjalling Koopmans         | Estats Units                 | Per les seves contribucions a la teoria de l'assignació òptima de recursos |  |
| 1976 |                 | Milton Friedman           | Estats Units                 | Pels seus triomfs en el camp de l'anàlisi del consum, la història i teoria monetària, i per la seva demostració sobre la complexitat de l'estabilització política                                                       |  |
| 1977 |                 | Bertil Ohlin              | Suècia                       | Per la seva contribució conjunta a la teoria del comerç internacional |  |
| 1977 |                 | James Meade               | Regne Unit                   | Per la seva contribució conjunta a la teoria del comerç internacional |  |
| 1978 |                 | Herbert A. Simon          | Estats Units                 | Per la seva investigació pionera en el procés d'adopció de decisions en les organitzacions econòmiques |  |
| 1979 |                 | Theodore Schultz          | Estats Units                 | Per les seves investigacions en el desenvolupament econòmic, particularment les referides als problemes de desenvolupament dels diferents països                                                                        |  |
| 1979 |                 | Arthur Lewis              | Regne Unit                   | Per les seves investigacions en el desenvolupament econòmic, particularment les referides als problemes de desenvolupament dels diferents països                                                                        |  |
| 1980 |                 | Lawrence Klein            | Estats Units                 | Per la creació de models economètrics i l'aplicació de l'anàlisi de les fluctuacions i polítiques econòmiques |  |
| 1981 |                 | James Tobin               | Estats Units                 | Per les seves anàlisis dels mercats financers i les seves relacions amb l'ocupació, producció i preus |  |
| 1982 |                 | George Stigler            | Estats Units                 | Pels seus estudis de les estructures industrials que funcionen com mercats i les causes i efectes de la regulació pública                                                                                               |  |
| 1983 |                 | Gerard Debreu             | Estats Units                 | Per incorporar nous mètodes analítics a la teoria econòmica i per les seves rigorosa reformulació de la teoria de l'equilibri general                                                                                   |  |
| 1984 |                 | Richard Stone             | Regne Unit                   | Per les seves contribucions fonamentals al desenvolupament dels comptes nacionals, des del qual s'han pogut millorar en gran manera les bases per l'anàlisi econòmica empírica                                          |  |
| 1985 |                 | Franco Modigliani         | Estats Units                 | Per les seves anàlisis de l'estalvi i dels mercats financers |  |
| 1986 |                 | James M. Buchanan         | Estats Units                 | Pel seu desenvolupament de les bases contractuals i constitucionals per a la teoria del procés de les decisions econòmiques i políticques                                                                               |  |
| 1987 |                 | Robert Solow              | Estats Units                 | Per les seves contribucions a la teoria del creixement econòmic |  |
| 1988 |                 | Maurice Allais            | França                       | Per les seves contribucions a la teoria dels mercats i l'eficient utilització dels recursos |  |
| 1989 |                 | Trygve Haavelmo           | Noruega                      | Per clarificar els fonaments de la teoria economètrica i per les seves anàlisis de les estructures simultànies econòmiques                                                                                              |  |
| 1990 |                 | Harry Markowitz           | Estats Units                 | Pels seus treballs pioners per a establir la teoria de l'economia financera |  |
| 1990 |                 | Merton Miller             | Estats Units                 | Pels seus treballs pioners per a establir la teoria de l'economia financera |  |
| 1990 |                 | William Sharpe            | Estats Units                 | Pels seus treballs pioners per a establir la teoria de l'economia financera |  |
| 1991 |                 | Ronald Coase              | Estats Units                 | Pel seu descobriment sobre el significat dels costos de transacció i els drets de propietat per a l'estructura institucional i funcionament de l'economia                                                               |  |
| 1992 |                 | Gary Becker               | Estats Units                 | Per estendre el domini de l'anàlisi microeconòmica cap a nous dominis del comportament i de les relacions humanes, fins i tot més enllà dels límits del mercat                                                          |  |
| 1993 |                 | Robert Fogel              | Estats Units                 | Per renovar la investigació de la història econòmica, aplicant teories i mètodes per explicar els canvis tant econòmics com institucionals                                                                              |  |
| 1993 |                 | Douglass North            | Estats Units                 | Per renovar la investigació de la història econòmica, aplicant teories i mètodes per explicar els canvis tant econòmics com institucionals                                                                              |  |
| 1994 |                 | John Forbes Nash          | Estats Units                 | Per les seves anàlisis de l'equilibri en la teoria dels jocs no cooperatius |  |
| 1994 |                 | Reinhard Selten           | Alemanya                     | Per les seves anàlisis de l'equilibri en la teoria dels jocs no cooperatius |  |
| 1994 |                 | John Harsanyi             | Estats Units                 | Per les seves anàlisis de l'equilibri en la teoria dels jocs no cooperatius |  |
| 1995 |                 | Robert Lucas              | Estats Units                 | Per desenvolupar la hipòtesi de les expectatives racionals, que va transformar l'anàlisi de la macroeconomia i va permetre aprofundir en el activitats assignades de la política econòmica                              |  |
| 1996 |                 | James Mirrlees            | Escòcia                      | Per les seves contribucions a la teoria econòmica dels incentius sota la informació asimètrica |  |
| 1996 |                 | William Vickrey           | Estats Units                 | Per les seves contribucions a la teoria econòmica dels incentius sota la informació asimètrica |  |
| 1997 |                 | Robert C. Merton          | Estats Units                 | Pel seu nou mètode per determinar el valor dels derivats |  |
| 1997 |                 | Myron Scholes             | Estats Units                 | Pel seu nou mètode per determinar el valor dels derivats |  |
| 1998 |                 | Amartya Sen               | Índia                        | Per les seves contribucions a l'anàlisi del benestar econòmic |  |
| 1999 |                 | Robert Mundell            | Canadà                       | Per la seva anàlisi de la política fiscal i monetària sota diferents règims de tipus de canvi i de les zones monetàries òptimes                                                                                         |  |
| 2000 |                 | James Heckman             | Estats Units                 | Per dissenyar mètodes per comprendre els comportaments econòmics de les economies familiars i els individus |  |
| 2000 |                 | Daniel McFadden           | Estats Units                 | Per dissenyar mètodes per comprendre els comportaments econòmics de les economies familiars i els individus |  |
| 2001 |                 | Joseph E. Stiglitz        | Estats Units                 | Per la seva investigació en teoria dels mercats amb informació asimètrica |  |
| 2001 |                 | George Akerlof            | Estats Units                 | Per la seva investigació en teoria dels mercats amb informació asimètrica |  |
| 2001 |                 | Michael Spence            | Estats Units                 | Per la seva investigació en teoria dels mercats amb informació asimètrica |  |
| 2002 |                 | Daniel Kahneman           | Estats Units · Israel        | Per integrar aspectes de la teoria psicològica sobre el comportament econòmic de l'ésser humà en moments d'incertesa i realitzar anàlisis empíriques de laboratori, especialment sobre mecanismes alternatius de mercat |  |
| 2002 |                 | Vernon Smith              | Estats Units                 | Per integrar aspectes de la teoria psicològica sobre el comportament econòmic de l'ésser humà en moments d'incertesa i realitzar anàlisis empíriques de laboratori, especialment sobre mecanismes alternatius de mercat |  |
| 2003 |                 | Robert F. Engle           | Estats Units                 | Pels seus mètodes estadístics en sèries temporals econòmics que permeten incorporar elements no previsibles |  |
| 2003 |                 | Clive W. J. Granger       | Regne Unit                   | Pels seus mètodes estadístics en sèries temporals econòmics que permeten incorporar elements no previsibles |  |
| 2004 |                 | Finn E. Kydland           | Noruega                      | Per les seves contribucions a la teoria de la macroeconomia dinàmica |  |
| 2004 |                 | Edward C. Prescott        | Estats Units                 | Per les seves contribucions a la teoria de la macroeconomia dinàmica |  |
| 2005 |                 | Robert J. Aumann          | Israel                       | Per ampliar la comprensió del conflicte i la cooperació a través d'anàlisis basades en la teoria dels jocs |  |
| 2005 |                 | Thomas C. Schelling       | Estats Units                 | Per ampliar la comprensió del conflicte i la cooperació a través d'anàlisis basades en la teoria dels jocs |  |
| 2006 |                 | Edmund S. Phelps          | Estats Units                 | Per les seves investigacions sobre la interacció entre els preus, la desocupació i les expectatives de l'inflació |  |
| 2007 |                 | Leonid Hurwicz            | Estats Units                 | Per establir les bases de la teoria del disseny dels mecanismes, que determina quan els mercats estan treballant de manera efectiva                                                                                     |  |
| 2007 |                 | Eric Maskin               | Estats Units                 | Per establir les bases de la teoria del disseny dels mecanismes, que determina quan els mercats estan treballant de manera efectiva                                                                                     |  |
| 2007 |                 | Roger B. Myerson          | Estats Units                 | Per establir les bases de la teoria del disseny dels mecanismes, que determina quan els mercats estan treballant de manera efectiva                                                                                     |  |
| 2008 |                 | Paul Krugman              | Estats Units                 | Per la seva anàlisi de patrons comercials i la localització d'activitat econòmica |  |
| 2009 |                 | Elinor Ostrom             | Estats Units                 | Per les seves teories sobre el paper de les empreses en la resolució de conflictes i per l'anàlisi del paper de les empreses com a estructures de govern alternatives i els seus límits                                 |  |
| 2009 |                 | Oliver E. Williamson      | Estats Units                 | Per les seves teories sobre el paper de les empreses en la resolució de conflictes i per l'anàlisi del paper de les empreses com a estructures de govern alternatives i els seus límits                                 |  |
| 2010 |                 | Peter A. Diamond          | Estats Units                 | Pels seus estudis sobre la desocupació |  |
| 2010 |                 | Dale T. Mortensen         | Estats Units                 | Pels seus estudis sobre la desocupació |  |
| 2010 |                 | Christopher A. Pissarides | Regne Unit · Xipre           | Pels seus estudis sobre la desocupació |  |
| 2011 | Thomas Sargent  | Thomas J. Sargent         | Estats Units                 | Per les seves investigacions empíriques sobre la causa i efecte en la macroeconomia |  |
| 2011 |                 | Christopher A. Sims       | Estats Units                 | Per les seves investigacions empíriques sobre la causa i efecte en la macroeconomia |  |
| 2012 |                 | Alvin E. Roth             | Estats Units                 | Per la seva teoria sobre assignacions estables i disseny de mercats |  |
| 2012 |                 | Lloyd S. Shapley          | Estats Units                 | Per la seva teoria sobre assignacions estables i disseny de mercats |  |
| 2013 |                 | Eugene F. Fama            | Estats Units                 | Per la seva anàlisi empírica dels preus dels actius |  |
| 2013 |                 | Lars Peter Hansen         | Estats Units                 | Per la seva anàlisi empírica dels preus dels actius |  |
| 2013 |                 | Robert J. Shiller         | Estats Units                 | Per la seva anàlisi empírica dels preus dels actius |  |
| 2014 |                 | Jean Tirole               | França                       | Per les seves anàlisis del poder i la regulació del mercat. |  |
| 2015 |                 | Angus Deaton              | Regne Unit · Estats Units    | Per la seva anàlisi del consum, la pobresa i el benestar |  |
| 2016 |                 | Oliver Hart               | Estats Units                 | Per les seves contribucions a la teoria de contractes |  |
| 2016 |                 | Bengt Holmström           | Finlàndia                    | Per les seves contribucions a la teoria de contractes |  |
| 2017 |                 | Richard Thaler            | Estats Units                 | «Per les seves contribucions a l'economia conductual.» |  |
| 2018 |                 | William Nordhaus          | Estats Units                 | «Per integrar el canvi climàtic en l'anàlisi macroeconòmica a llarg termini» |  |
| 2018 |                 | Paul Romer                | Estats Units                 | «Per integrar les innovacions tecnològiques en l'anàlisi macroeconòmica de llarg termini» |  |
| 2019 |                 | Abhijit Banerjee          | Índia · Estats Units         | «Pel seu enfocament experimental per a alleujar la pobresa global» |  |
| 2019 |                 | Esther Duflo              | França · Estats Units        | «Pel seu enfocament experimental per a alleujar la pobresa global» |  |
| 2019 |                 | Michael Kremer            | Estats Units                 | «Pel seu enfocament experimental per a alleujar la pobresa global» |  |
| 2020 |                 | Paul Robert Milgrom       | Estats Units                 | «Per les millores en la teoria de les subhastes i la invenció de nous formats de subhasta» |  |
| 2020 |                 | Robert Butler Wilson      | Estats Units                 | «Per les millores en la teoria de les subhastes i la invenció de nous formats de subhasta» |  |
| 2021 |                 | David Card                | Canadà                       | «Per les seves contribucions empíriques a l'economia laboral» |  |
| 2021 |                 | Joshua Angrist            | Estats Units · Israel        | «Per les seves contribucions metodològiques a l'anàlisi de les relacions causals» |  |
| 2021 |                 | Guido Imbens              | Estats Units · Països Baixos | «Per les seves contribucions metodològiques a l'anàlisi de les relacions causals» |  |
| 2022 |                 | Ben Bernanke              | Estats Units                 | «Per les seves contribucions metodològiques a la investigació sobre bancs i crisis financeres» |  |
| 2022 | Philip Dybvig   |                           | Estats Units                 | «Per les seves contribucions metodològiques a la investigació sobre bancs i crisis financeres» |  |
| 2022 | Douglas Diamond |                           | Estats Units                 | «Per les seves contribucions metodològiques a la investigació sobre bancs i crisis financeres» |  |
| 2023 |                 | Claudia Goldin            | Estats Units                 | «Per haver avançat en la comprensió dels resultats de les dones en el mercat laboral» |  |

## Guardonats per país
En la següent llista es calcula el nombre de guardonats atorgant un punt per guanyador i país i mig punt si té doble nacionalitat.
| Nació          | Nombre de guardonats |
| -------------- | -------------------- |
| Estats Units   | 62                   |
| Regne Unit     | 7                    |
| Noruega        | 3                    |
| França         | 2                    |
| Suècia         | 2                    |
| Israel         | 2                    |
| Canadà         | 2                    |
| Països Baixos  | 1,5                  |
| Alemanya       | 1                    |
| Índia          | 1                    |
| Escòcia        | 1                    |
| Unió Soviètica | 1                    |
| Finlàndia      | 1                    |
| Xipre          | 0,5                  |